# ФК Спартакс Јурмала
ФК Спартакс Јурмала (лет. FK Spartaks Jūrmala) професионални је летонски фудбалски клуб из града Јурмале. Своје домаће утакмице клуб игра на стадиону Слокас капацитета око 2.500 седећих места.

## Историјат
Клуб је основан тек 2007. године у оквиру спортске секције Школе пливања и фудбала у Јурмали/Спартакс (лет. Jūrmalas Futbola un Peldēšanas skola/Spartaks) и исте године је почео са званичним такмичењима у летонској трећој лиги. Већ у првој такмичарској сезони освајају прво место у трећој лиги и аутоматски се квалификују у виши ранг такмичења. Године 2011. освајају треће место у другој лиги и преко плеј-офа успевају да се пласирају у Вирслигу, највиши ранг професионалног клупског фудбала у Летонији.
Највећи успех у историји екипа остварује у сезони 2016. када осваја титулу националног првака. Сезону раније екипа је дебитовала и у европским такмичењима.

## Наступи Спартакса у европским такмичењима
| Сезона   | Такмичење          | Коло        | Клуб                | Домаћин | Гост | Укупан рез. |
| -------- | ------------------ | ----------- | ------------------- | ------- | ---- | ----------- |
| 2015/16. | УЕФА Лига Европе   | 1. коло кв. | Будућност Подгорица | 0:0     | 3:1  | 3:1         |
| 2015/16. | УЕФА Лига Европе   | 2. коло кв. | ФК Војводина        | 1:1     | 0:3  | 1:4         |
| 2016/17. | УЕФА Лига Европе   | 1. коло кв. | Динамо Минск        | 0:2     | 1:2  | 1:4         |
| 2017/18. | УЕФА Лига шампиона | 2. коло кв. | ФК Астана           | 0:1     | 1:1  | 1:2         |
| 2018/19. | УЕФА Лига шампиона | 1. коло кв. | ФК Црвена звезда    | 0:0     | 0:2  | 0:2         |
| 2018/19. | УЕФА Лига Европе   | 2. коло кв. | Ла Фјорита          | 6:0     | 3:0  | 9:0         |
| 2018/19. | УЕФА Лига Европе   | 3. коло кв. | Судува              | 0:1     | 0:0  | 0:1         |